# دانیا پرینس
دانیا پرینس (انگلیسی: Dania Prince؛ زادهٔ دهه) مانکن اهل هندوراس است.